# Robin Andreasson
Robin Andreasson (ur. 30 sierpnia 1988) – szwedzki pływak, specjalizujący się głównie w stylu dowolnym. 
Mistrz Europy w sztafecie 4 x 100 m stylem dowolnym.